# Râu Sadului (gmina)
Râu Sadului – gmina w Rumunii, w okręgu Sybin. Obejmuje tylko jedną miejscowość Râu Sadului. W 2011 roku liczyła 571 mieszkańców.